# アダム・エバレット
ジェフリー・アダム・エバレット（Jeffery Adam Everett, 1977年2月5日 - ）は、アメリカ合衆国・ジョージア州オーステル出身の元プロ野球選手（遊撃手）。右投右打。

## 経歴
少年時代はアトランタ・ブレーブスのファンで、特にブルース・スーターのファンであった。後にエバレットは、「ベースボール選手になる道を歩んできたのは、彼から影響を受けたのが大きいんだ」と語っている。スーターのほかには、オジー・スミスにも憧れ、ブレーブスでプレーした内野手であるラファエル・ラミレスやグレン・ハバードらのプレーを特に注目して見てきたという。
1995年、シカゴ・カブスからMLBドラフトで4巡目で指名されたが、契約をせず、サウスカロライナ大学へ進学。在学中にアメリカ代表に選出される。

### プロ入りとマイナー時代
1998年のMLBドラフトでボストン・レッドソックスから1巡目（全体12位）で指名され、プロ入り。

### アストロズ時代
1999年12月14日、同姓のカール・エバレットの交換要員として、グレッグ・ミラーと共にヒューストン・アストロズへトレード移籍した。
2000年のシドニーオリンピックに野球アメリカ合衆国代表としてロイ・オズワルトらと共に出場し、金メダルを獲得した。
2001年8月30日メジャーデビュー。
2003年、フリオ・ルーゴが夫人を暴行したとされる騒動が原因でアストロズを解雇された際に後釜として正遊撃手に抜擢された。
2004年、2005年にはポストシーズンを経験。

### ツインズ時代
2007年12月13日にFAでミネソタ・ツインズへ移籍した。
2008年は4月中旬に右肩痛で故障者リスト入り。5月以降も故障が再発しては離脱と復帰を繰り返し、48試合の出場に終わる。

### タイガース時代
2008年12月16日にデトロイト・タイガースと1年契約を結ぶ。
2009年は118試合に出場し、リーグ最多の15犠打を記録。守備でも前年の肩の故障によりスローイングに陰りが見られ例年よりも数字を落としたものの、リーグ4位のDRS6、リーグ5位のUZR5.7を残した。12月7日にタイガースと1年155万ドルで再契約。
2010年は右投手に対し打率.164と例年をさらに下回る打撃不振に陥り、31試合の出場に終わった。

### インディアンス時代
2010年12月6日にクリーブランド・インディアンスとマイナー契約を結ぶ。
2011年は開幕メジャー入りし、遊撃手の他に二塁手や三塁手でも起用されたが、6月30日に解雇された。

### 現役引退後
2012年シーズンからインディアンスの特別コーチとして就任することとなり、2013年まで務めた。
2014年シーズンからはコーチとしてアストロズに復帰し、9月からシーズン終了まではベンチコーチを務めた。2015年シーズンからは内野コーチとして引き続き在籍。2017年限りで退団した。
2018年から2019年まで、アトランタ・ブレーブスのマイナー巡回内野コーディネーターを務めた。

## 選手としての特徴
メジャーで最高レベルの遊撃守備を誇る遊撃手とされる。堅実でなおかつ守備範囲がとても広く、肩の強さも申し分ない。これらに関してはセイバーメトリクスにおける守備指標で軒並み高い成績を残していることから裏付けられている。特にプラス・マイナス・システムやUZRにおいては故障で出場機会の少なかった2007年を除いて常に高い数値を記録しており、特に2004年から2006年までの合計においては2位以下を大きく引き離している。
抜群のポジショニングについて元チームメイトのロイ・オズワルトは、「彼は、僕がある特定の球種を投げる時は、投球する前に動き始めている。マウンドの上を越えていく打球を打たれた時に、僕は、これはどうしてもヒットになるなと思う。けれど、次の瞬間、あいつがちょうどその位置に立っているのが見えるんだよ。それでアウトにするんだ」と語っている。
その一方、打撃は芳しい成績を残せておらず、下位打線が定位置となっている。三振が多く四球が少ない。OPSではつねにとても低い数字である。この打撃面での印象の乏しさが災いしてか、守備指標での好成績にもかかわらずゴールドグラブ賞の受賞経験はない。打撃面での貢献は非常に大きいもののプラス・マイナス・システムなど守備指標において下位が定位置（例:、、）となっているデレク・ジーターが同賞を3年連続で受賞したことと対照的である。この好対照な2人に関してはセイバーメトリクスの生みの親、ビル・ジェームズもコラムとして取り上げている。

## 詳細情報

### 年度別打撃成績
| 年 度      | 球 団      | 試 合 | 打 席 | 打 数 | 得 点 | 安 打 | 二 塁 打 | 三 塁 打 | 本 塁 打 | 塁 打 | 打 点 | 盗 塁 | 盗 塁 死 | 犠 打 | 犠 飛 | 四 球 | 敬 遠 | 死 球 | 三 振 | 併 殺 打 | 打 率 | 出 塁 率 | 長 打 率 | O P S |
| ---------- | ---------- | ----- | ----- | ----- | ----- | ----- | -------- | -------- | -------- | ----- | ----- | ----- | -------- | ----- | ----- | ----- | ----- | ----- | ----- | -------- | ----- | -------- | -------- | ----- |
| 2001       | HOU        | 9     | 3     | 3     | 1     | 0     | 0        | 0        | 0        | 0     | 0     | 1     | 0        | 0     | 0     | 0     | 0     | 0     | 1     | 0        | .000  | .000     | .000     | .000  |
| 2002       | HOU        | 40    | 103   | 88    | 11    | 17    | 3        | 0        | 0        | 20    | 4     | 3     | 0        | 2     | 0     | 12    | 1     | 1     | 19    | 1        | .193  | .297     | .227     | .524  |
| 2003       | HOU        | 128   | 436   | 387   | 51    | 99    | 18       | 3        | 8        | 147   | 51    | 8     | 1        | 11    | 1     | 28    | 6     | 9     | 66    | 7        | .256  | .320     | .380     | .700  |
| 2004       | HOU        | 104   | 435   | 384   | 66    | 105   | 15       | 2        | 8        | 148   | 31    | 13    | 2        | 22    | 3     | 17    | 0     | 9     | 56    | 4        | .273  | .317     | .385     | .702  |
| 2005       | HOU        | 152   | 595   | 549   | 58    | 136   | 27       | 2        | 11       | 200   | 54    | 21    | 7        | 8     | 4     | 26    | 1     | 8     | 103   | 5        | .248  | .290     | .364     | .654  |
| 2006       | HOU        | 150   | 566   | 514   | 52    | 123   | 28       | 6        | 6        | 181   | 59    | 9     | 6        | 10    | 4     | 34    | 5     | 4     | 71    | 5        | .239  | .290     | .352     | .642  |
| 2007       | HOU        | 66    | 236   | 220   | 18    | 51    | 11       | 1        | 2        | 70    | 15    | 4     | 2        | 1     | 0     | 14    | 0     | 1     | 31    | 3        | .232  | .281     | .318     | .599  |
| 2008       | MIN        | 48    | 150   | 127   | 19    | 27    | 6        | 1        | 2        | 41    | 20    | 0     | 0        | 6     | 4     | 12    | 1     | 1     | 15    | 0        | .213  | .278     | .323     | .601  |
| 2009       | DET        | 118   | 390   | 345   | 43    | 82    | 21       | 0        | 3        | 112   | 44    | 5     | 2        | 15    | 4     | 22    | 0     | 4     | 61    | 9        | .238  | .288     | .325     | .613  |
| 2010       | DET        | 31    | 89    | 81    | 6     | 15    | 5        | 0        | 0        | 20    | 4     | 2     | 1        | 3     | 1     | 4     | 0     | 0     | 18    | 1        | .185  | .221     | .247     | .468  |
| 2011       | CLE        | 34    | 67    | 60    | 9     | 13    | 1        | 0        | 0        | 14    | 1     | 1     | 0        | 2     | 0     | 5     | 0     | 0     | 14    | 0        | .217  | .277     | .233     | .510  |
| 通算：11年 | 通算：11年 | 880   | 3070  | 2758  | 334   | 668   | 135      | 15       | 40       | 953   | 283   | 67    | 21       | 80    | 21    | 174   | 14    | 37    | 455   | 35       | .242  | .294     | .346     | .640  |

- 各年度の太字はリーグ最高

### 背番号
- 3 (2001年)
- 28 (2002年 - 2007年)
- 12 (2008年)
- 4 (2009年 - 2010年)
- 8 (2011年)
- 36 (2014年)